# Crudiveganismo

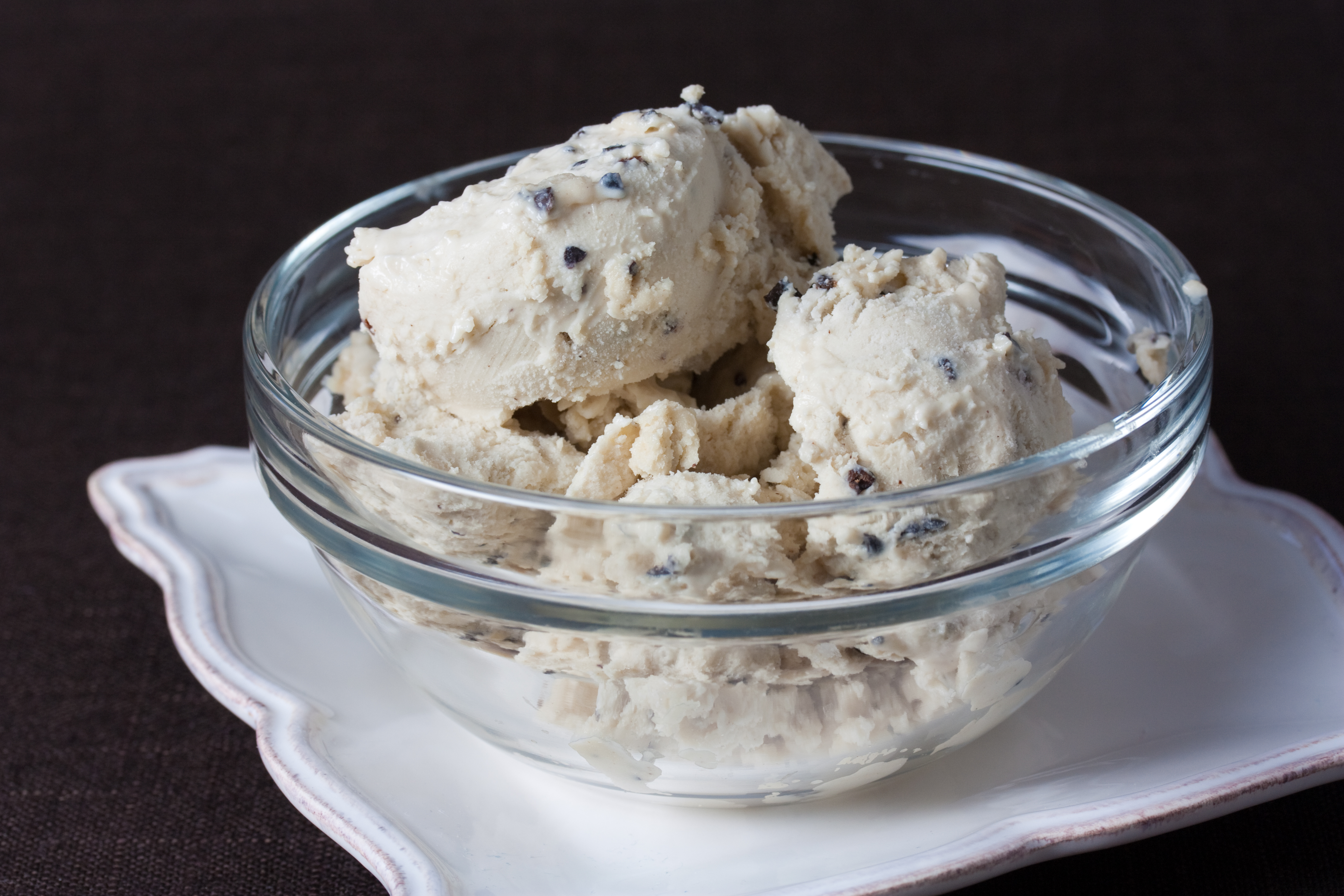
Helado crudivegano.

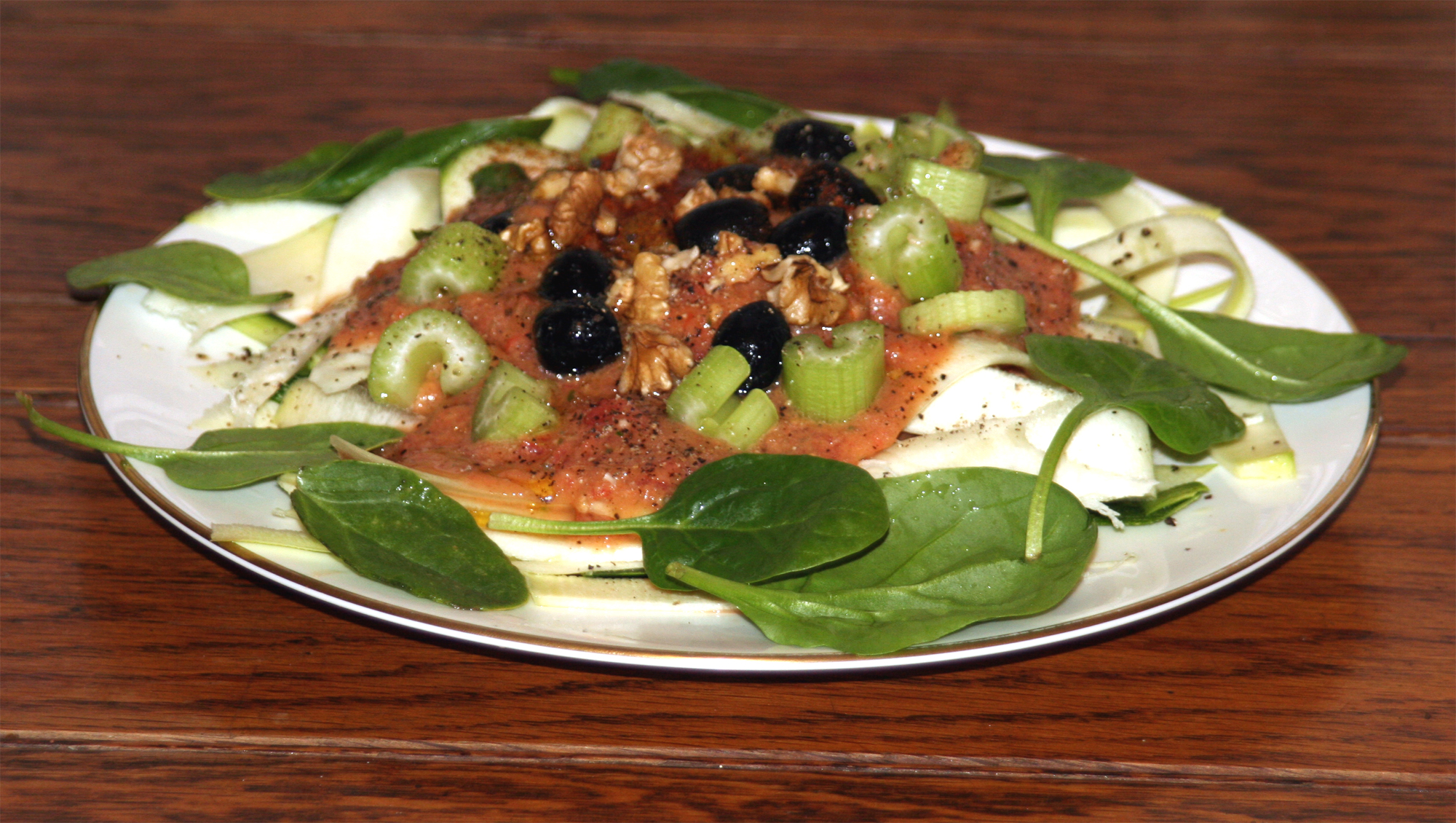
Un plato crudívoro de tomates con salsa de aceitunas, apio, espinacas y nueces sobre espaguetis de calabacín.

El crudiveganismo es una dieta basada en alimentos crudos de origen vegetal. Excluye todos los productos de origen animal, y todos los alimentos que para consumirse necesiten ser sometidos a cocción. Forman parte de ella verduras y frutas, frutos secos, cereales y legumbres germinados, otras semillas, algas marinas, setas y sus combinaciones y preparados. Existen modalidades aún más restrictivas de esta dieta, como por ejemplo, la alimentación a base de frutas, llamada frutarianismo o frugivorismo.
No hay que confundir crudiveganismo con crudivorismo, pues el primero se refiere a una doctrina que incluye la alimentación cruda y no consumir alimentos de origen animal, en tanto que el crudívoro se centra en el consumo de alimentos sin cocinar.

## Etimología
La expresión «crudiveganismo» deriva de la unión de dos palabras: «crudivorismo» y «veganismo». Expresiones sinónimas son «veganismo crudívoro» o «crudivorismo vegano».

## Definición
El crudiveganismo se refiera a la alimentación basada en alimentos de origen vegetal que no han sufrido cocción, definiendo esta como un proceso de calentamiento que supera los 46.7 °C (116 °F) de temperatura.[cita requerida] Temperaturas superiores desnaturalizan las proteínas, desactivan los enzimas, destruyen algunas vitaminas y modifican otros nutrientes. Los cereales y legumbres se consumen tras remojarlos o germinarlos, ya que este proceso los ablanda y activa sus enzimas. Es necesario tener en cuenta que algunas semillas, por ejemplo la soja, las almortas o los altramuces son tóxicos si no se cocinan. Otros, como las almendras dulces, pueden sintetizar sustancias tóxicas si germinan en presencia de luz. También hay hongos
El crudiveganismo puro promueve:
- El predominio en la dieta de alimentos con el menor procesamiento posible, frescos, no refinados, , maduros y no tratados con pesticidas químicos. Admite los alimentos deshidratados por medio de exposición al aire o al sol. Aconseja evitar los que contienen almidón, como las patatas y los cereales sin germinar.
- Consumir equilibradamente frutas dulces, hortalizas, vegetales grasos como el aguacate, semillas oleaginosas remojadas, aceites vegetales, germinados de cereales, de legumbres y de otras semillas, algas y fermentados, tratando de combinarlos adecuadamente en cada ingestión.

## Motivaciones
Aunque hay indicios de que en el pasado, algunos grupos pudieron ser crudívoros, como por ejemplo, los esenios, el crudivorismo ha sido difundido a partir del final del siglo XIX , con el auge del higienismo.
Echarlo a la sartén es un sacrilegio.

### Razones de salud
Esta dieta, según sus promotores, sería la mejor para promover y recuperar la salud,
Según la doctrina crudivegana, los comestibles que no son atractivos al gusto humano en su estado natural, como, por ejemplo, los cereales sin germinar y crudos, no serían adecuados para el óptimo bienestar de salud, ni siquiera consumidos crudos, en razón del diseño natural del ser humano. El calor de la cocción, incluso en los alimentos considerados como «naturales» del ser humano, como por ejemplo frutas dulces y hojas verdes tiernas, destruiría nutrientes. Lo cual ha sido desmentido por diversos estudios que aseguran que las verduras de hojas verdes poseen oxalatos que inhiben la absorción de nutrientes como el hierro por lo cual se hace necesario remojarlos y cocerlos para una correcta absorción
Los partidarios de los alimentos crudos deben asegurarse de obtener o suplementar la vitamina B12 (al igual que todo ser humano) y no depender de fuentes naturales como algas o alimentos fermentados, ya que estos no constituyen una fuente efectiva de dicha vitamina.

### Razones morales
El crudiveganismo, comparte los fundamentos éticos del veganismo sobre el respeto a todos los animales, trascendiendo la dieta.
Gandhi era un promotor del crudiveganismo:

Del examen del cuerpo humano se deduce que el hombre está condicionado por la Naturaleza para alimentarse solo de vegetales. Existe la mayor afinidad entre los órganos del cuerpo humano y los de los animales que se alimentan de frutos. El mono, por ejemplo, es muy similar al hombre en cuanto a forma y estructura, y es un animal que se alimenta de frutos. [...] Yo siempre he propiciado la dieta puramente vegetariana, pero la experiencia me ha enseñado que, a fin de mantenerme en perfecta forma, esa dieta debe incluir leche y ciertos productos lácteos, como la cuajada, la mantequilla y el ghi. Esto significa un desvío de mi idea original. […] Pero estoy convencido de que en el vasto reino vegetal debe de haber alguna planta que, a la vez que suplante las sustancias necesarias que extraemos de la leche y de la carne, no tenga los inconvenientes de estas, ni éticos ni de ninguna otra clase. [...] La dieta vegetariana no tiene precio para mí. Siento que el progreso espiritual demanda en algún momento que dejemos de matar a nuestros prójimos para satisfacer nuestros deseos corporales. [...] Por tanto, la única base para tener una población vegetariana y proclamar el principio vegetariano es, y debe ser, la moral. [...] El valor ético de los alimentos crudos no tiene parangón. Desde el punto de vista económico, estos alimentos tienen posibilidades que no ofrece ningún alimento cocido. En consecuencia, procuro obtener la generosa ayuda de todos los médicos y los legos interesados en reformar dietas.
Mahatma Gandhi

### Razones ecológicas
Una de las justificaciones ambientales principales es que este régimen no consume energía para la cocción, y reduce también la necesidad de material para empaquetar.
Comer vegetales crudos implica que no es necesario cultivar piensos y forrajes para alimentar el ganado, por lo que la superficie dedicada para ellos podría dedicarse a otros usos o incluso dejarse sin explotar.

## Críticas
Las críticas al crudivorismo provienen tanto de fuentes académicas como de colectivos vegetarianos, por ejemplo, los que sostienen los sitios de internet Beyond Vegetarianism y Let Them Eat Meat. La crítica fundamental se refiere a las dudas de que un régimen crudívoro sea suficientemente nutritivos a largo plazo.
Algunas personas que en su día abrazaron el crudivorismo renegaron más tarde de él, como Susan Schenck, quien publicó un libro promoviendo la dieta crudivegana, The live food factor, y un tiempo después publicó otro libro totalmente opuesto, Beyond broccoli: creating a biologically balanced diet when a vegetarian diet doesn't work.
Lierre Keith, después de un par de décadas de veganismo, escribió un libro declarando que el veganismo no le había funcionado, llamado The vegetarian myth: food, justice, and sustainability.
Richard Wrangham, antropólogo británico que fue alumno de Jane Goodall y profesor de la Universidad de Harvard, dice:

Yo pensaba que los orígenes del hombre se explicaban porque empezó a comer carne. […] Sin embargo, tras un replanteamiento de ese principio convencionalmente aceptado, lo que creo ahora es que cocinar fue el avance fundamental que convirtió al mono en hombre. La preparación de los alimentos es el rasgo característico y distintivo de la dieta alimenticia del hombre. Al cocinarlos, no solo se consigue que los alimentos dejen de ser peligrosos y resulten más fáciles de comer sino que también nos garantizamos grandes cantidades de energía en comparación con un régimen de alimentos crudos, lo que hace innecesaria la ingestión de grandes volúmenes de comida.
Richard Wrangham